# Low Level Owl Vol.1
Low Level Owl Volume 1 è il terzo album di inediti del gruppo musicale The Appleseed Cast, pubblicato nel 2001.

## Copertina
In copertina vi è una piuma di uccello, a simboleggiare appunto il primo volume della raccolta. Il tema è ripreso anche sulla stampa del disco.

## Il disco
La particolarità di quest'album è che tutte le tracce sono legate l'una all'altra. Ciò lascia spazio a numerosi intermezzi strumentali (in totale sei), più o meno lunghi.
Riguardo a Messenger, il libretto dice: "This track was originally a throw-away rhodes part until later discovered in the mixing process. Rhodes effects accomplished with significant delay conducted through a fender twin amplifier".

## Tracce
1. The Waking of Pertelotte (versione strumentale)
2. On Reflection
3. Blind Man's Arrow
4. Flowers Falling From Dying Hands (versione strumentale)
5. Messenger (versione strumentale)
6. Doors Lead to Questions (versione strumentale)
7. Steps and Numbers
8. Sentence
9. Bird of Paradise (versione strumentale)
10. Mile Marker
11. Convict
12. A Tree for Trials
13. Signal
14. View of a Burning City (versione strumentale)